# Ciriacremum capense
Ciriacremum capense är en insektsart som beskrevs av Günther Enderlein 1923. Ciriacremum capense ingår i släktet Ciriacremum och familjen rundbladloppor. Inga underarter finns listade i Catalogue of Life.